# سازمان حفاظت دام
سازمان حفاظت دام (به انگلیسی: The Livestock Conservancy)، که در گذشته به عنوان حفاظت نژادهای دام آمریکایی (American Livestock Breeds Conservancy (ALBC)) شناخته می‌شد و پیش از آن، حفاظت نژادهای کمیاب آمریکایی (American Minor Breeds Conservancy)، یک سازمان غیرانتفاعی است که بر حفظ و ترویج نژادهای کمیاب، که به عنوان «نژادهای میراثی» دام نیز شناخته می‌شود، تمرکز دارد. سازمان حفاظت دام که در سال ۱۹۷۷ با تلاش علاقه‌مندان به نژاد دام که نگران ناپدید شدن بسیاری از نژادهای جانوری میراثی در ایالات متحده بودند، بنیان‌گذاری، سازمان پیشگام در حفظ دام در ایالات متحده بود و همچنان یک سازمان پیشرو در این زمینه است. این سازمان برنامه‌هایی را آغاز کرده است که چندین نژاد را از انقراض نجات داده است و با سازمان‌های مشابه در دیگر کشورها از جمله Rare Breeds Canada همکاری نزدیکی دارد. این سازمان با ۳۰۰۰ عضو، یازده کارمند و هیئت مدیره ۱۹ نفره، بودجه عملیاتی بیش از یک میلیون دلار دارد.
سازمان حفاظت دام (Livestock Conservancy) فهرستی از اولویت‌های حفاظتی دارد که نژادهای در حال انقراض اسب، الاغ، گوسفند، بز، گاو، خرگوش، خوک و ماکیان را بر اساس تعداد جمعیت و علاقه تاریخی به پنج دسته تقسیم می ند. این سازمان چندین کتاب منتشر کرده است و با سازمان‌های ثبت نژاد و دیگر گروه‌ها در چندین جنبه از حفظ نژاد از جمله آزمایش ژنتیکی، اسناد تاریخی، نجات جانوران و بازاریابی کار می‌کند. حفاظت از مواد ژنتیکی مورد توجه ویژه این سازمان حفاظتی است و برای مدتی بانک ژنی را نگهداری کرد که سپس به وزارت کشاورزی ایالات متحده منتقل شد. همچنین چندین تعریف میراث از جمله پارامترهای نژادهای میراث گاو و ماکیان را گسترش داد و منتشر کرده است.

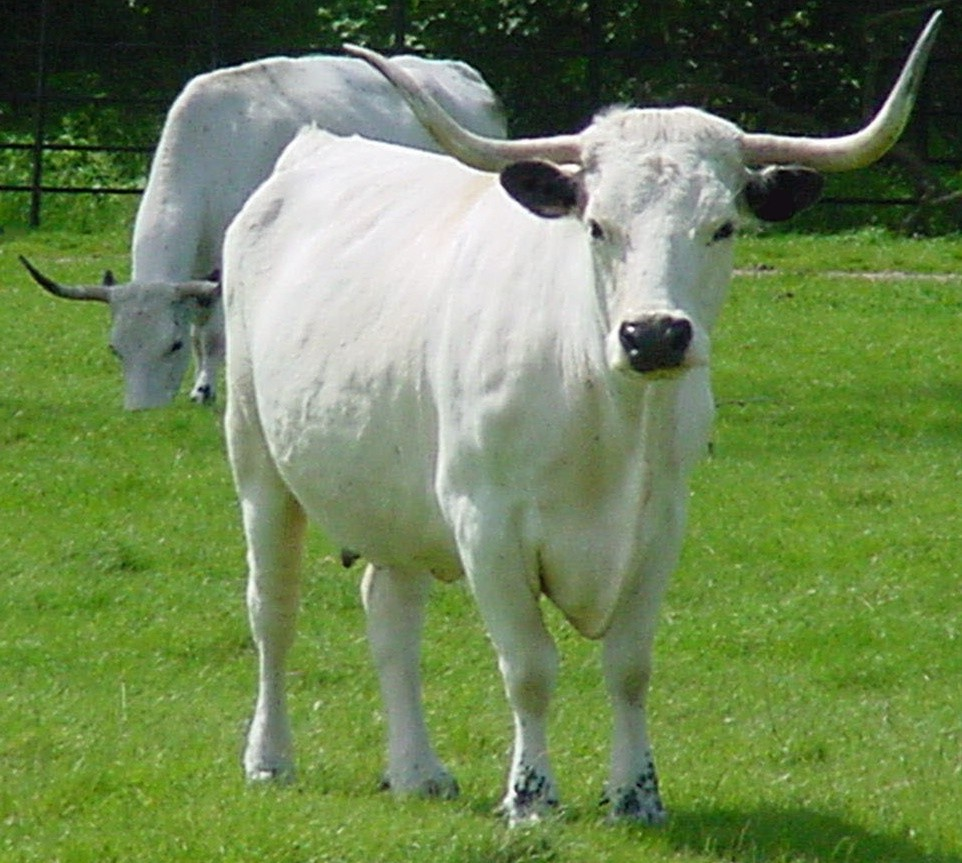
گاوهای پارک سفید، «درتهدید» در نظر گرفته شده‌اند

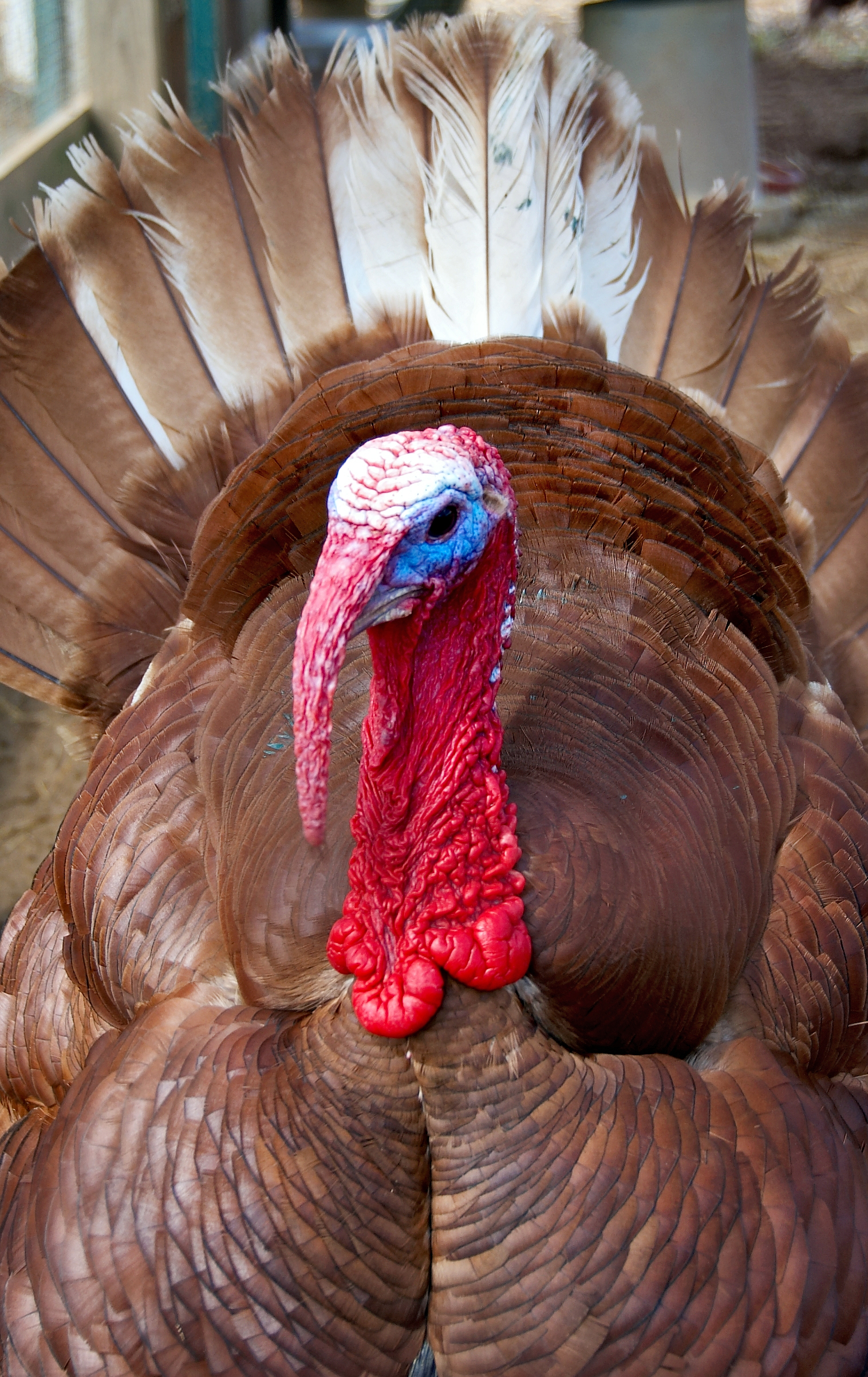
یک بوقلمون قرمز بوربون که به عنوان وضعیت زیرنظر تعیین شده است